# Тимоновское сельское поселение
Тимоновское сельское поселение — упразднённое муниципальное образование в составе Валуйского района Белгородской области Российской Федерации.
Административным центр — село Тимоново.
19 апреля 2018 года упразднено при преобразовании Валуйского района в Валуйский городской округ.

## География
Общая площадь поселения: 14772 га
В том числе земель сельхозугодий: 9762 га
Количество подворий: 684
Протяженность дорог: 37,5 км.

## История
Село Тимоново — основано в середине XIX века. Своё название получила от казака Тимона, который появился здесь в те годы когда началось строительство города-крепости Валуйки на Муравском шляхе в 1593 году или ранее. В годы Великой Отечественной войны ушло на фронт 1273 жителя, погибло 838 человек. Во время немецко-фашистской оккупации на территории сёл было развито партизанское подполье. В послевоенные годы сёла начали заново возрождаться. Были укрупнены колхозы, началось интенсивное строительство производственных объектов, учреждений социальной сферы.
Тимоновское сельское поселение образовано 20 декабря 2004 года в соответствии с Законом Белгородской области № 159.

## Население
| 2010  | 2011  | 2012  | 2013  | 2014  | 2015  | 2016  |
| ----- | ----- | ----- | ----- | ----- | ----- | ----- |
| 1692  | ↘1686 | ↘1662 | ↘1623 | ↘1611 | ↘1603 | ↗1624 |
| 2017  | 2018  |       |       |       |       |       |
| ↗1627 | ↘1611 |       |       |       |       |       |

## Состав сельского поселения
| № | Населённый пункт | Тип населённого пункта       | Население |
| - | ---------------- | ---------------------------- | --------- |
| 1 | Басово           | село                         | ↘168      |
| 2 | Дроново          | село                         | ↘43       |
| 3 | Новый Изрог      | село                         | →0        |
| 4 | Солоти           | село                         | ↘736      |
| 5 | Тимоново         | село, административный центр | ↘479      |
| 6 | Хмелевец         | село                         | ↘266      |

## Инфраструктура
На территории поселения расположены 4 учреждения культуры: Тимоновский и Хмелевской сельские дома культуры, Солотянский и Басовский сельские клубы.
Из лечебно — профилактических учреждений функционируют: Тимоновский ФАП, Солотянский ФАП, Хмелевской ФАП.
Сфера образования представлена двумя школами: МОУ «Тимоновская средняя общеобразовательная школа», МОУ «Солотянская основная общеобразовательная школа», и дошкольными учрежденьями: МДОУ «Детский сад с. Тимоново», «Детский сад с. Солоти» и «Детский сад с. Хмелевец».
В торговле и общественном питании действуют 8 магазинов, 2 кафе.
Сегодня на территории поселения функционируют 2 крестьянско-фермерских хозяйства, 2 производственных кооператива, сельхозпредприятие «Агро-Мир», открылась площадка по откорму бройлерной птицы в селе Тимоново.